# Exocentrus fuscatulus
Exocentrus fuscatulus là một loài bọ cánh cứng trong họ Cerambycidae.